# Arrou
Arrou era un comune francese di 1 702 abitanti situato nel dipartimento dell'Eure-et-Loir, nella regione del Centro-Valle della Loira. Il 1° gennaio 2017 è stato unito a Boisgasson, Châtillon-en-Dunois, Courtalain, Langey e Saint-Pellerin per formare il nuovo comune di Vald'Yerre (che fino al 31 dicembre 2022 era denominato "nuovo comune di Arrou"), di cui diviene capoluogo.

## Geografia fisica
Il territorio comunale è bagnato dalle acque del fiume Yerre.

## Storia

### Simboli
Lo stemma era stato adottato nel 1991 riunendo i blasoni di antiche famiglie: nel 1º i  La Bruyère, nel 2º i Rouvray e nel 3º i d'Avaugour.

## Società

### Evoluzione demografica
Abitanti censiti